# Karel Pančocha
Karel Pančocha (* 1978) je český vysokoškolský pedagog se zaměřením na speciální pedagogiku, který působí jako vedoucí Institutu pro inkluzivní vzdělávání Pedagogické fakulty Masarykovy univerzity. V letech 2011–2019 zastával funkci proděkana této fakulty.

## Vzdělání
V roce 2000 vystudoval Bachelor of Arts in Business Administration na Anglo-American College in Prague. A následně v roce 2004 magisterské studium Učitelství anglického jazyka pro střední školy a Učitelství speciální pedagogiky pro střední škol na Pedagogické fakultě Masarykovy univerzity. V roce 2005 získal titul PhDr. ze Speciální pedagogiky a v roce 2007 bakalářský titul z Andragogiky, kterou vystudoval na Filozofické fakultě Univerzity Palackého. V roce 2007 rovněž obdržel titul Ph.D. ze Speciální pedagogiky, který získal na Pedagogické fakultě Masarykovy univerzity. Docentem byl v roce 2014 jmenován v oboru Speciální pedagogika a habilitaci vykonal na Pedagogické fakultě Masarykovy univerzity. V roce 2019 si své vzdělání doplnil na Královské univerzitě v Belfastu v oboru Aplikovaná behaviorální analýza (titul M.Sc.). Profesorem pro obor Speciální pedagogika byl jmenován prezidentem Petrem Pavlem v roce 2023.

## Zaměstnání
Od roku 2006 působí jakou soudní tlumočník pro anglický jazyk. V roce 2007 nastoupil na Pedagogickou fakultu Masarykovy univerzity jako odborný asistent a od roku 2010 na této fakultě vede institut pro výzkum inkluzivního vzdělávání. V letech 2011–2019 na této fakultě také působil ve funkci proděkana.
V roce 2009 získal Fulbrightovo stipendium a pracoval jako výzkumný pracovník na Wright State University. Jako zahraniční lektor působil v roce 2005 na Sinclair Community College a na Montana State University ve Spojených státech. V roce 2018 pak pracoval čtyři měsíce na oddělení dětské psychiatrie v nemocnici Billings Clinic, kde pomocí behaviorální analýzy pracoval s dětmi s poruchou autistického spektra a duševními poruchami.

## Působení
Ve své vědecké i pedagogické činnosti se věnuje především inkluzivnímu vzdělávání a vzdělávání a terapii dětí s poruchou autistického spektra. Je jedním z iniciátorů zavedení aplikované behaviorální analýzy v Česku. V roce 2022 byl členem kolektivu, který získal Cena rektora Masarykovy univerzity za inovace ve výuce.